# Confins occidentaux

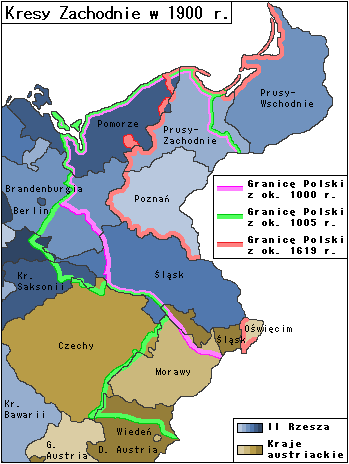
Carte montrant la partie orientale du Reich vers 1900 ainsi que les anciennes frontières de l'État polonais, englobant la Grande Pologne, la Cujavie, la Poméranie, la Silésie, le pays de Lubusz, la Prusse, la Lusace et la Moravie. Les frontières correspondent aux années :
----
1000 (Royaume de Pologne)
1005
1619 (République des deux nations)

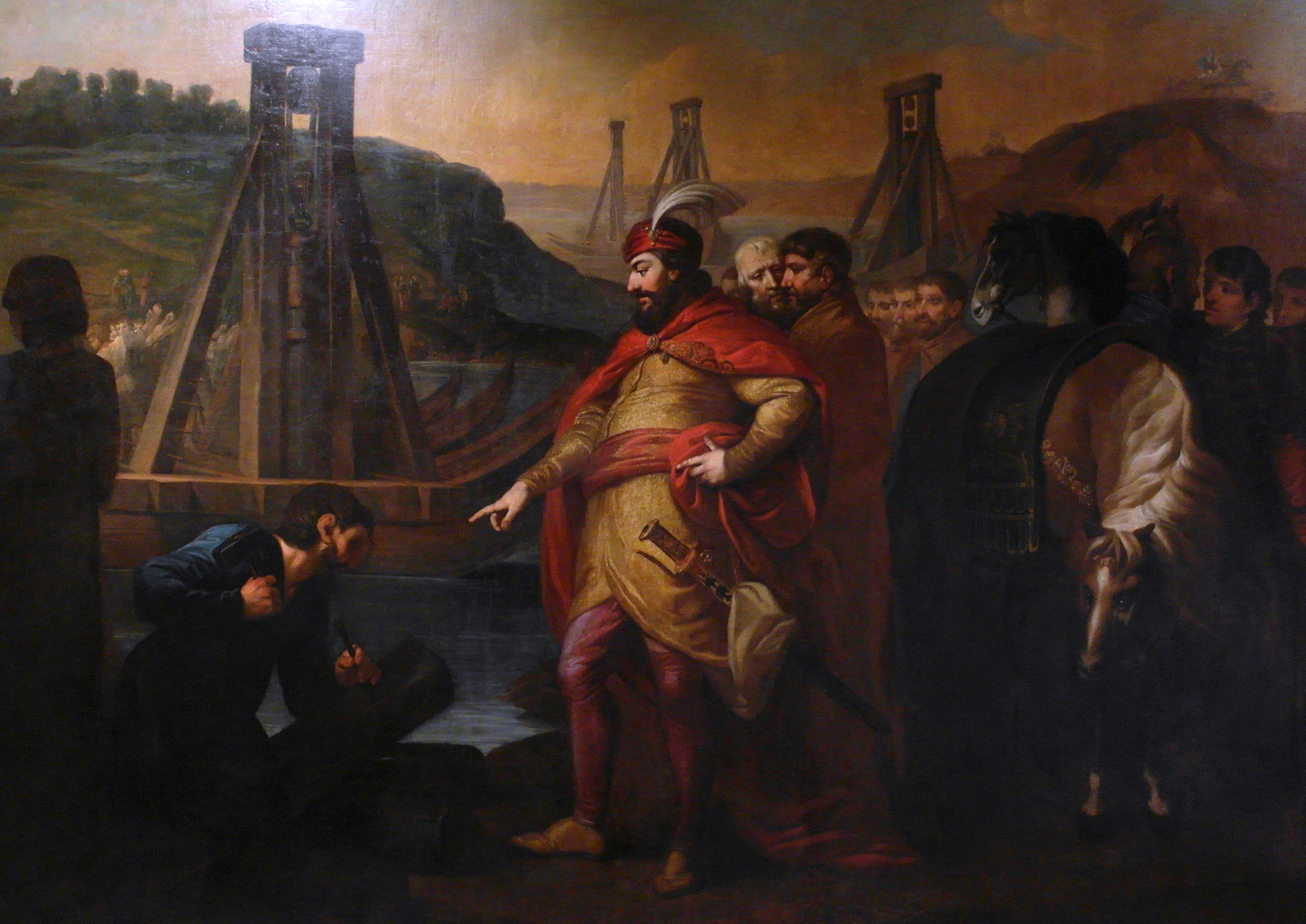
Bolesław Ier le Vaillant ordonne de repousser les postes frontières sur l'Elbe et la Saale, tableau de Józef Peszka datant d'environ 1810.

Les confins occidentaux (en polonais Kresy zachodnie) sont, dans l'historiographie polonaise, les territoires qui constituaient à différentes époques la frontière occidentale de l'État polonais.

## Origine et signification du terme
Le terme de « confins occidentaux », introduit vers 1860 par Jan Zachariasiewicz, fait référence à celui des « confins orientaux » de la Pologne, les Kresy Wschodnie ; mais, à la différence de cette dernière acception, il n'a pas été aussi largement adopté par les Polonais. À l'origine, ce nom désignait les régions anciennement polonaises qui, après 1815, se trouvaient au sein de la partition prussienne, soit la Poméranie orientale, la Posnanie et la Warmie.
Après 1918, les confins occidentaux ont été définis comme comprenant la 
Poméranie occidentale, la région de Slupsk, la Basse-Silésie et la région d'Opole. Parfois, ce terme était également utilisé pour désigner la partie sud-est de la Haute-Silésie. L'Union pour la Défense des Confins Occidentaux (Związek_Obrony_Kresów_Zachodnich (pl)), fondée en 1921, démontre de par son nom la vitalité qu'avait alors l'expression.
Durant l'entre-deux-guerres, les habitants de la Poméranie et de la Grande-Pologne constituent la base politique de l'Endecja, qui se montre réservée ou hostile à l'égard du camp centré autour de Józef Piłsudski. Cette attitude s'explique par la coopération antérieure du maréchal avec les Puissances centrales et, lors de la définition des frontières de la Pologne, par son intérêt plus marqué pour l'intégration des terres frontalières orientales que pour son intérêt pour le segment occidental du tracé de la frontière polonaise,.
Après 1945, ce nom a également été utilisé pour désigner les territoires recouvrés, où les habitants des frontières orientales ont été réinstallés.